# 伊通革命烈士陵园

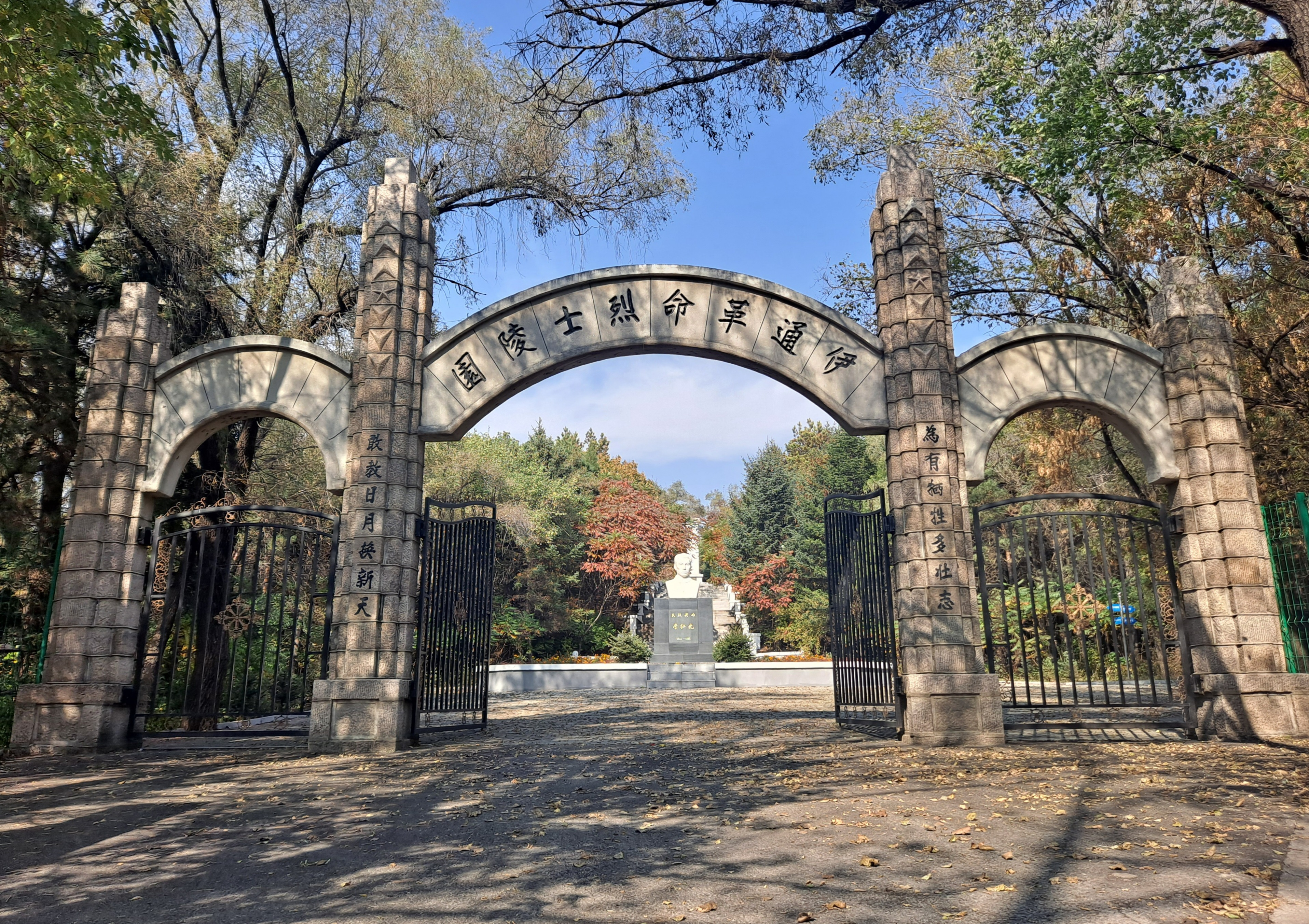
伊通革命烈士陵园

伊通革命烈士陵园位于吉林省四平市伊通满族自治县东北桦树顶子山，是县级烈士陵园和市级爱国主义教育基地，主要由悼念广场、烈士墓区和纪念碑三部分组成。:75-76

## 历史
伊通革命烈士陵园始建于1975年7月1日，依山而建。2004年，陵园投资近20万元修建了李红光烈士汉白玉雕像，并对陵园进行了整修。2012年，陵园增建二墓区用于安葬从景台镇、二道镇、营城子镇、西苇镇迁移过来的100多位烈士。:75-76

## 建筑
陵园大门为四柱三洞花岗岩牌楼。进入大门后的广场中央是李红光烈士的汉白玉雕像。塑像后方是革命烈士纪念碑，高10.5米，上刻“革命烈士永垂不朽”。烈士墓区由一、二两个墓区构成，占地400平方米，安葬着金昌根、赵明信等184名抗日战争、解放战争和建国后的伊通地区革命烈士。一墓区为建园时修建，二墓区是2012年新建。:75-76